# Kupang
Kupang (in alten portugiesischen Quellen Cuppão oder Cupão, niederländisch Koepang) ist die Hauptstadt der indonesischen Provinz Ost-Nusa Tenggara. Die Stadt ist seit 1996 eine eigene Verwaltungseinheit (Kota) innerhalb der Provinz, war aber schon seit 1978 eine Kota Administratif. Kupang ist die größte Stadt und bedeutendster Hafen auf der Insel Timor. Auf einem Prozent der Fläche der Insel wohnen hier etwa 20 Prozent der Bevölkerung von Westtimor.

## Geographie

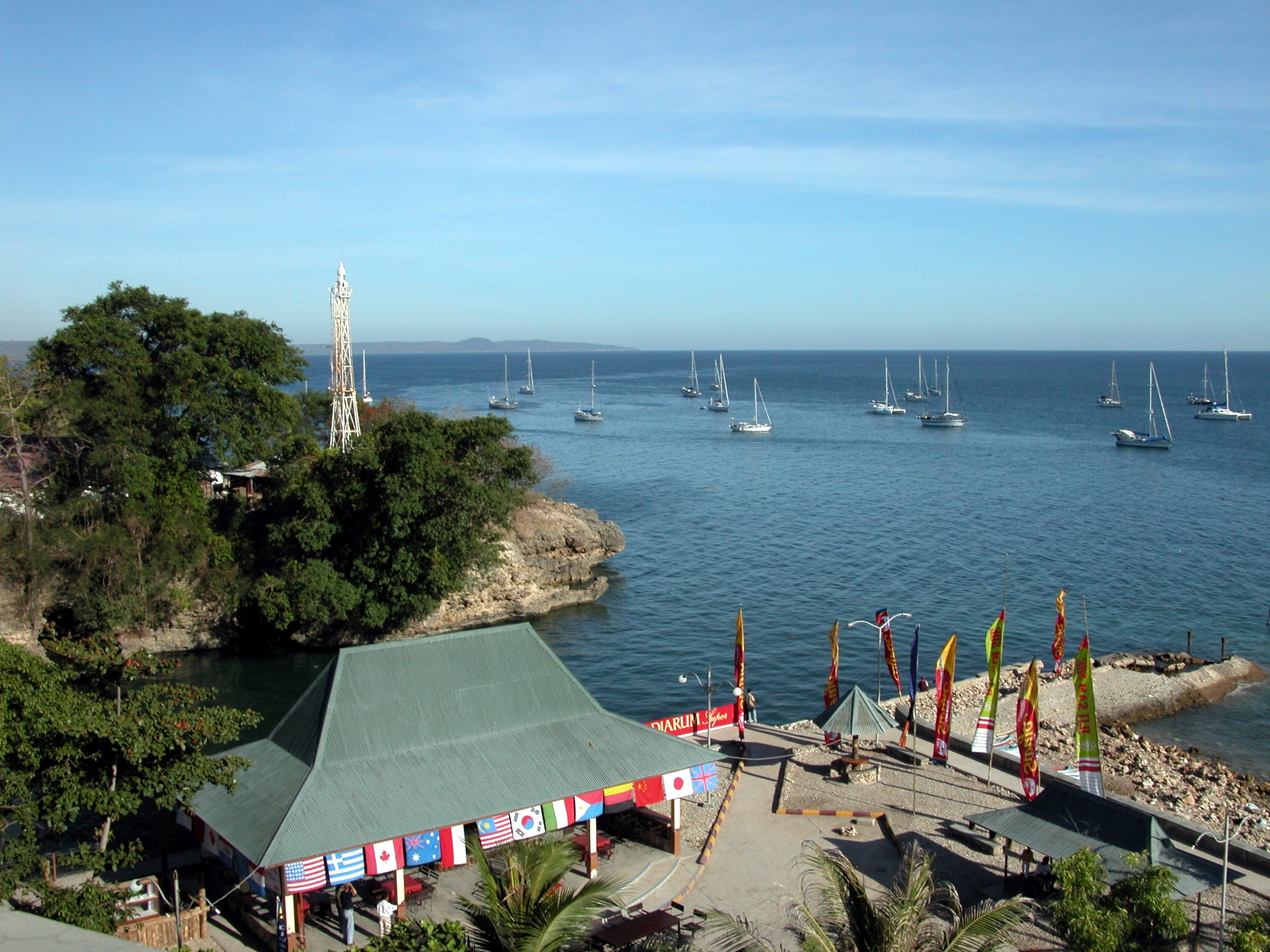
Leuchtturm und Ankerplatz von Kupang

Kupang erstreckt sich zwischen 10°36′14″ und 10° 39′ 58″ s. Br. sowie zwischen 123°32′23″ und 123°37′01″ ö. L.
Die Stadt liegt im Südwesten der Insel Timor, am südlichen Ufer der Bucht von Kupang an der Sawusee und hat Mitte 2022 442.281 Einwohner. Auf Landseite ist die Stadt vom Regierungsbezirk Kupang umschlossen. Als Bischofssitz und Universitätsstadt (seit 1962) hat sie eine besondere Bedeutung in der Region. Wirtschaftlich lebt Kupang vom Handel (Exporthafen) und der Zementindustrie. Etwa 8 km östlich des Stadtzentrums bei Penfui liegt Kupangs Flughafen El Tari, der auch als Luftwaffenbasis dient.

## Verwaltungsgliederung
Die Stadt Kupang (Kota Kupang) teilt sich seit 2011 in sechs Distrikte (Kecamatan), die sich wiederum in 41 Dörfer (Kelurahan) mit 424 RW/RK (Rukun Warga, Wohnviertel) und 1.316 RT (Rukun Tetangga, Nachbarschaften) gliedern:
| Code 1   | Kecamatan Distrikt | Ibu Kota Verwaltungssitz | Fläche (km²) | Einwohner Census 2010 2 | Volkszählung 2020 | Volkszählung 2020 | Volkszählung 2020 | Anzahl der Kel. 6 |
| Code 1   | Kecamatan Distrikt | Ibu Kota Verwaltungssitz | Fläche (km²) | Einwohner Census 2010 2 | Einwohner 3       | 0Dichte 40        | Sex Ratio 5       | Anzahl der Kel. 6 |
| -------- | ------------------ | ------------------------ | ------------ | ----------------------- | ----------------- | ----------------- | ----------------- | ----------------- |
| 53.71.01 | Alak               | Penkase Oeleta           | 86,91        | 51.255                  | 76.908            | 884,9             | 102,9             | 12                |
| 53.71.02 | Maulafa            | Maulafa                  | 54,80        | 65.848                  | 97.976            | 1.787,9           | 102,3             | 9                 |
| 53.71.03 | Kelapa Lima        | Kelapa Lima              | 15,02        | 91.496                  | 75.468            | 5.024,5           | 100,4             | 5                 |
| 53.71.04 | Oebobo             | Oebobo                   | 14,22        | 127.640                 | 100.560           | 7.071,7           | 102,4             | 7                 |
| 53.71.05 | Kota Raja          | Kota Raja                | 6,10         | –000                    | 57.121            | 9.364,1           | 100,4             | 8                 |
| 53.71.06 | Kota Lama          | Kota Lama                | 3,22         | –000                    | 34.725            | 10.784,2          | 99,0              | 10                |
| 53.71    | Kab. Kupang        | Kab. Kupang              | 180,27       | 336.239                 | 442.758           | 2.456,1           | 101,6             | 51                |

## Demografie
Zur Volkszählung im September 2020 (indonesisch Sensus Penduduk - SP2020) lebten in der Stadt Kupang 442.758 Menschen, davon 219.634 Frauen (49,61 %) und 223.124 Männer (50,39 %). Gegenüber dem letzten Census (2010) stieg der Frauenanteil um 0,95 %. Mitte 2022 waren 64,04 Prozent der Einwohner Katholiken und 21,07 % Protestanten, zum Islam bekannten sich 14,34 % und Hindus waren 0,51 %. 327.948 Personen oder 74,15 % gehörten zur erwerbsfähigen Bevölkerung (15–64 Jahre); 22,01 % waren jünger und 3,84 % im Ruhestand. Von der Gesamtbevölkerung waren 58,95 % ledig, 36,66 % verheiratet, 0,60 % geschieden und 2,79 % verwitwet. Der HDI-Index lag 2020 bei 79,71 und war der höchste der Provinz.
| 2020★ | 442.758 |               | 2011          | 349.344 |
| 2019  | 463.351 | 2010★         | 336.239       |         |
| 2017  | 412.708 | 2009          | 291.794       |         |
| 2016  | 402.286 | 2008          | 286.306       |         |
| 2015  | 390.877 | 2007          | 282.035       |         |
| 2014  | 384.112 | 2006          | 275.066       |         |
| 2013  | 378.425 | 2005          | 265.050       |         |
| 2012  | 365.348 | ★Volkszählung | ★Volkszählung |         |

## Geschichte

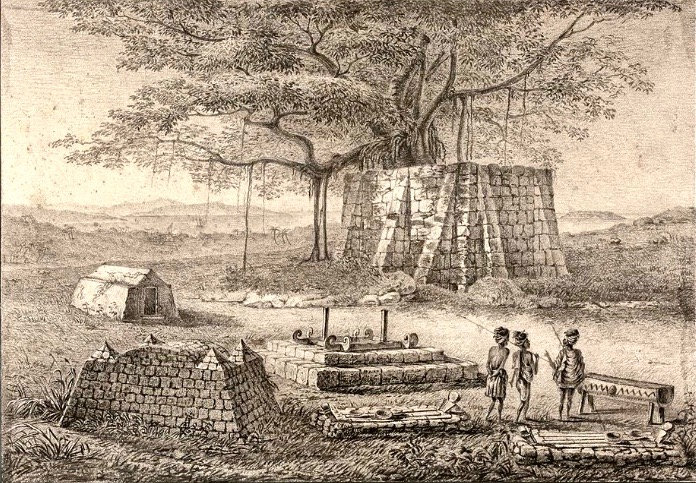
Friedhof in Kupang, wo Nicolas Baudin 1801 ein Grab für Anselm Riedle, den Chefgärtner seiner Australien-Expedition, errichtete

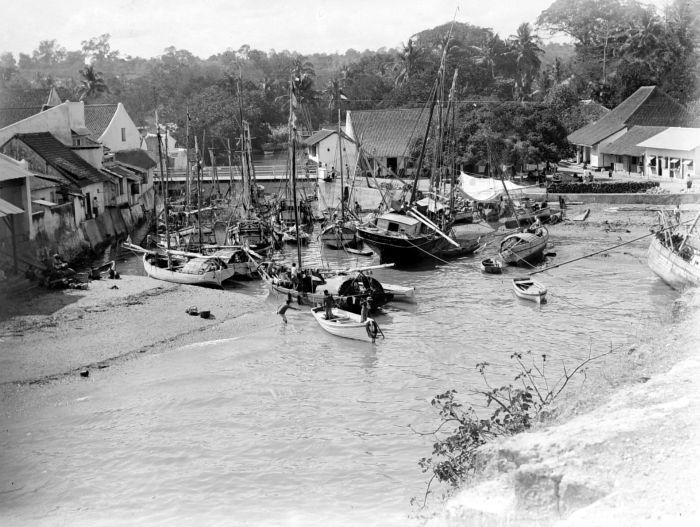
Der Hafen von Kupang, 1912

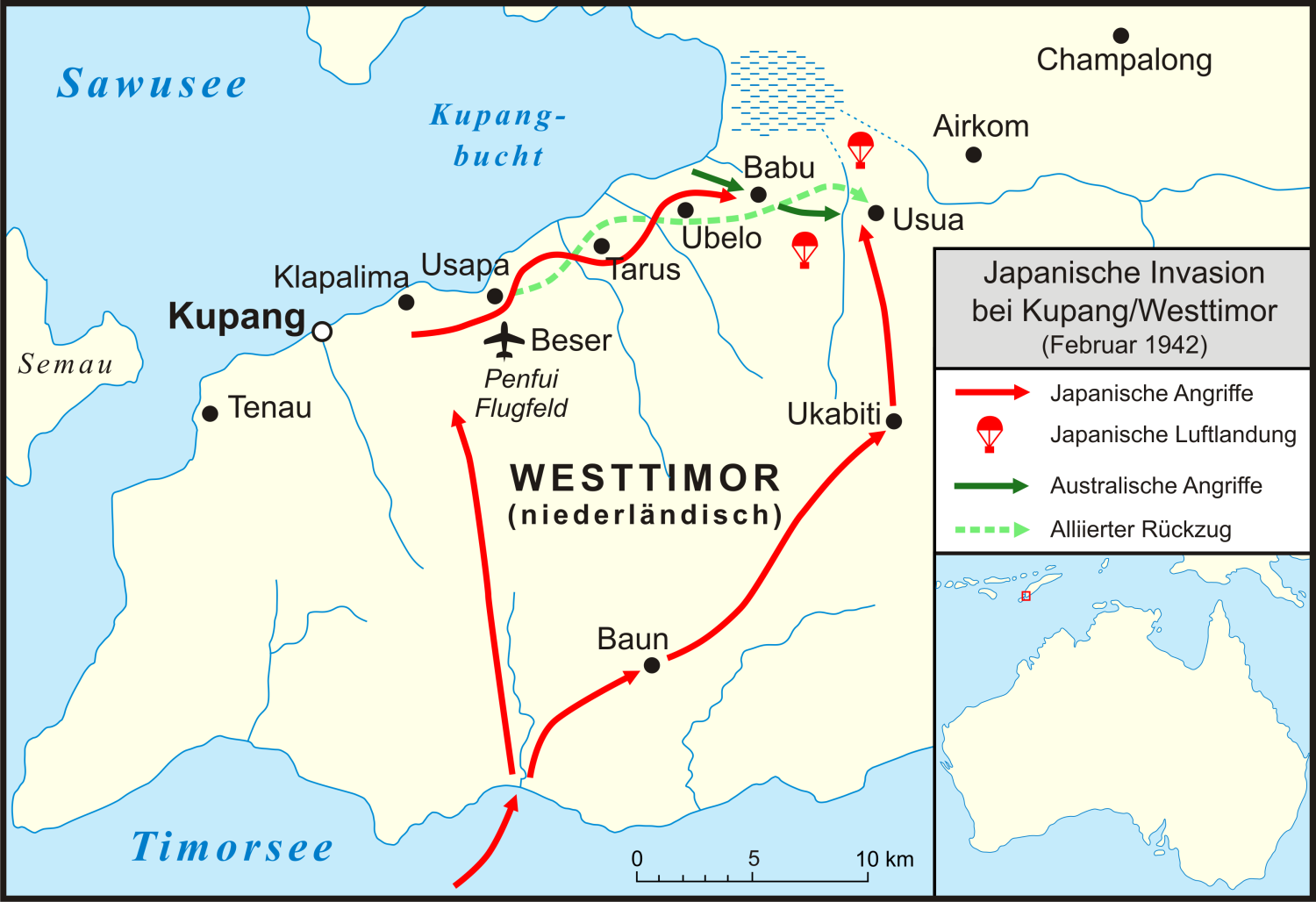
Japanische Invasion bei Kupang 1942

Die Bucht von Kupang galt als der beste natürliche Hafen der gesamten Insel. Schon früh kamen Händler hierher, um Sandelholz zu erwerben, ab dem 16. Jahrhundert zudem portugiesische Händler. Früh wurde hier ein kleines portugiesisches Fort errichtet, das aber 1613 durch den Niederländer Apollonius Schotte erobert wurde. Er ließ 50 Soldaten zurück, doch bereits 1616 gaben die Niederländer den Stützpunkt auf. 1640 wurde an der Bucht ein niederländischer Posten errichtet. 1642 trat der Herrscher von Kupang zum Christentum über und schloss ein Bündnis mit den Portugiesen. Diese bauten erneut ein einfaches Fort. 1644 scheiterten zwei niederländische Angriffe, der zweite mit 300 Soldaten, die zusätzlich von einer großen Zahl Söldner unterstützt wurden. Daraufhin errichteten die Dominikaner unter António de São Jacinto 1647 eine neue Festung. 1649 wurde Kapitän-Major Francisco Caneiro de Sequeira der neue Kommandant der Festung. 1653 zerstörten die Niederländer den portugiesischen Posten, konnten aber erneut abgewehrt werden. Am 27. Januar 1656 eroberten die Niederländer schließlich Kupang mit einer starken Streitmacht aus Europäern und Indern unter General Arnold de Vlamingh van Outshoorn. Vlamingh verfolgte die Portugiesen und ihre Topasse-Verbündeten unter António da Hornay bis zum Dorf Amarasi, wo es zu einer schweren Schlacht kam, in der Vlamingh 170 europäische Soldaten verlor. Er sah sich gezwungen, sich wieder aus Kupang zurückzuziehen. Die niederländische Einflusssphäre blieb vorläufig auf die kleine Region um die Bucht von Kupang beschränkt. Bis 1688 schloss die Niederländische Ostindien-Kompanie (VOC) Verträge mit den fünf kleinen Herrschern in diesem Gebiet, den „fünf loyalen Alliierten“ Sonbai Kecil, Amabi, Kupang-Helong, Amfo'an und Taebenu. In diesem Jahr gelang schließlich die endgültige Eroberung der portugiesischen Festung in Kupang. Das Fort wurde in Concordia umbenannt. Das Bündnis zwischen VOC und den timoresischen Verbündeten war sehr stabil. Nur zweimal kam es in dieser Zeit zu Rebellionen, die aber innertimoresische Auslöser hatten: 1678 verbündete sich Raja Ama Besi von Kupang mit den pro-portugiesischen Amarasi um den Nachfolger auf seinen Thron anzugreifen. 1697 raubten französische Piraten die Festung Kupang aus. Später überfielen sie den Ort Lifau weiter nördlich.
1744 rebellierte ein untergeordneter Adliger gegen den Raja von Kupang. 1749 scheiterte ein Rückeroberungsversuch Kupangs durch die Portugiesen und Topasse, der portugiesisch-malaiischen Mischbevölkerung. Bei der Schlacht von Penfui wurden viele Anführer der Topasse getötet. Infolge dieser Niederlage wandten sich die meisten einheimischen Reiche Westtimors von den Portugiesen ab und unterwarfen sich den Niederländern.
William Bligh erreichte den Ort mit seinen Getreuen auf einer Barkasse am 14. Juni 1789, nachdem er bei der Meuterei auf der Bounty auf See ausgesetzt worden war.
1797 versuchten die Briten Kupang zu besetzen, da man befürchtete, dass sich Frankreich hier festsetzen könnte. Die Briten wurden vom niederländischen Kommandanten mit Hilfe von Einheimischen und Sklaven vertrieben. Während der napoleonischen Kriege gelang den Briten 1811 die Besetzung Kupangs. 1812 wurde die britische Kontrolle auf das gesamte niederländische Westtimor ausgedehnt. Erst nach der Rückkehr der Oranier auf den niederländischen Thron erhielten die Niederländer am 7. Oktober 1816 offiziell ihre timoresische Besitzungen zurück.
Die Herrscher von Kupang sahen sich als Nachkommen von Krokodilen. Daher wurde zur Inthronisierung neuer Herrscher Leistenkrokodilen öffentlich ein Opfer dargebracht. Dieses bestand aus einem Schwein mit roten Borsten und einem jungen Mädchen. Das Mädchen wurde festlich gekleidet, parfümiert und mit Blumen geschmückt. Danach brachte man sie an das Ufer und band sie auf einen heiligen Stein in einer Höhle. Dann rief ein Wächter des Herrschers die Krokodile herbei, die dann das Mädchen töteten. Die Bewohner Kupangs sahen in dem Mädchen die Braut der Krokodile. Sollte sie keine Jungfrau sein, glaubte man, dass die Krokodile sie zurückbringen würden. Bei anderen Festlichkeiten wurde ein neugeborenes Mädchen den Krokodilen geweiht und später mit einem Priester verheiratet.
1917 wurden die fünf loyalen Alliierten zur neuen zelfbesturend landschap (selbstregierendes Gebiet) Kupang vereinigt. Der neue Raja von Kupang stammte aus der Nisnoni-Familie, einer Seitenlinie der Sonba’i. Im Februar 1942 war Kupang eines der ersten Ziele der japanischen Invasion auf Timor. 1949 hatte das Gebiet Kupang 49.168 Einwohner. 1955 beendete die indonesische Zentralregierung die lokale Monarchie in Kupang.

## Einrichtungen
In Kupang befindet sich die Katholische Universität Widya Mandira und die Universitas Nusa Cendana.
Osttimor hat in Kupang ein Generalkonsulat.

## Persönlichkeiten
- Victor Dethan (* 2004), indonesisch-kanadischer Fußballspieler